# 王斯恩
王斯恩（？—？），浙江孝丰（今浙江安吉）人，是一名清朝政治人物。
乾隆六年，接替班聯。擔任江蘇荆溪縣知縣以武進丞署。后由趙鎮 (舉人)接任。王斯恩曾于1740年接替张磊任金山县知县一职，1741年由冯宗洙接任。